# Alois Carigiet
Alois Carigiet [kariˈdʑɛt], né le 30 août 1902 à Trun dans le canton des Grisons et  mort dans la même commune le 1er août 1985 , est un artiste peintre, dessinateur et illustrateur de livres pour enfants, comme la série de Schellen-Ursli (Ursli de la cloche).

## Biographie
Alois Carigiet fut l'un des fondateurs du Cabaret Cornichon, un cabaret représentant la défense spirituelle contre le nazisme en Suisse.
En 1966, il a reçu le prix Hans Christian Andersen.

## Sources de la traduction
- (en) Cet article est partiellement ou en totalité issu de l’article de Wikipédia en anglais intitulé « Alois Carigiet » (voir la liste des auteurs).

- (de) Cet article est partiellement ou en totalité issu de l’article de Wikipédia en allemand intitulé « Alois Carigiet » (voir la liste des auteurs).